# Saint-Génard
Saint-Génard – miejscowość i dawna gmina we Francji, w regionie Nowa Akwitania, w departamencie Deux-Sèvres. W 2016 roku populacja ówczesnej gminy wynosiła 379 mieszkańców. 
W dniu 1 stycznia 2019 roku z połączenia dwóch ówczesnych gmin – Pouffonds oraz Saint-Génard – powstała nowa gmina Marcillé. Siedzibą gminy została miejscowość La Saint-Génard. 